# Presidente da Pontifícia Comissão para o Estado da Cidade do Vaticano
O Presidente da Pontifícia Comissão para o Estado da Cidade do Vaticano é o líder da Pontifícia Comissão para o Estado da Cidade do Vaticano, o órgão legislativo da Cidade do Vaticano. Como um membro sénior da Cúria Romana, o presidente é normalmente um cardeal da Igreja Católica Romana. Ele é nomeado para um mandato de cinco anos pelo Papa. 
Além da sua função legislativa, ao Presidente é delegada autoridade executiva para a Cidade do Vaticano pelo Papa, sob o título de Presidente do Governo do Estado da Cidade do Vaticano.  Este título é distinto do antigo título de Governador da Cidade do Vaticano. Administra os departamentos do governo da Cidade do Vaticano, incluindo o Corpo della Gendarmeria, o Observatório Vaticano, os Museus Vaticanos, e o Ministério das Villas Pontifícias (que administra em Castel Gandolfo).
Durante uma sede vacante, o mandato do presidente termina, o mesmo acontecendo com a maioria dos outros nos escritórios da Cúria. No entanto, o titular do cargo, antes da demissão ou morte do papa, torna-se membro de uma Comissão, com o ex-Cardeal Secretário de Estado e o Camerlengo da Santa Igreja Romana, que lida com algumas das funções do Chefe de Estado, até que um novo papa seja escolhido.
A atual presidente é a Freira Raffaella Petrini, que assumiu a função em 1 de março de 2025.

## Lista de Presidentes
- Cardeal Nicola Canali, 1939-1961
- Cardeal Amleto Giovanni Cicognani, 1961-1969
- Cardeal Jean-Marie Villot, 1969-1979
- Cardeal Agostino Casaroli, 1979-1984
- Cardeal Sebastiano Baggio, 1984-1990
- Cardeal Rosalio José Castillo Lara, 1990-1997
- Cardeal Edmund Casimir Szoka, 2001-2006
- Cardeal Giovanni Lajolo, 2006-2011
- Cardeal Giuseppe Bertello, 2011-2021
- Arcebispo Fernando Vérgez Alzaga, L.C., 2021-2025
- Raffaella Petrini, 2025-presente